# 光頭冰杜父魚
光頭冰杜父魚，為輻鰭魚綱鮋形目杜父魚亞目杜父魚科的其中一種。分布於西北太平洋區的日本北部海域，屬深海底棲魚類，棲息深度約水深208-226公尺，背鰭硬棘8-9枚;背鰭軟條19-22枚;臀鰭軟條16-20枚，體長可達9.2公分。

## 扩展阅读
維基物種上的相關：光頭冰杜父魚